# Gippeswyk Park
Gippeswyk Park är en park i Storbritannien.   Den ligger i riksdelen England, i den sydöstra delen av landet, 110 km nordost om huvudstaden London. Gippeswyk Park ligger 14 meter över havet.
Terrängen runt Gippeswyk Park är huvudsakligen platt. Gippeswyk Park ligger nere i en dal. Runt Gippeswyk Park är det mycket tätbefolkat, med 2 915 invånare per kvadratkilometer. Närmaste större samhälle är Ipswich, 1,6 km nordost om Gippeswyk Park. Runt Gippeswyk Park är det i huvudsak tätbebyggt.